# Niccolò Pandolfini
Niccolò Pandolfini (Florencia, 1440-Pistoia, 17 de septiembre de 1518) fue un eclesiástico italiano. 

## Biografía
Primogénito del matrimonio formado por los patricios florentinos Giannozzo Pandolfini y Giovanna Valori, y formado en la Universidad de Bolonia, fue canónigo del cabildo de la Catedral de Florencia, clérigo de la Cámara Apostólica durante el pontificado de Pío II, scriptor apostólico durante el de Paulo II y preceptor del joven Giuliano della Rovere por encargo de su tío Sixto IV. 
Obispo de Pistoia desde 1474, gobernador de Benevento durante los papados de Sixto IV e Inocencio VIII, abad comendatario del monasterio de San Zenón de Pisa y secretario y oidor de Julio II, adscrito a la Familia Pontificia.
León X le creó cardenal presbítero en el consistorio de 1517, recibiendo el título de San Cesáreo. 
Fallecido en Pistoia al año siguiente a los setenta y ocho de edad, fue trasladado a su ciudad natal y sepultado en la capilla familiar en la Badia Fiorentina.